# Nyhavn

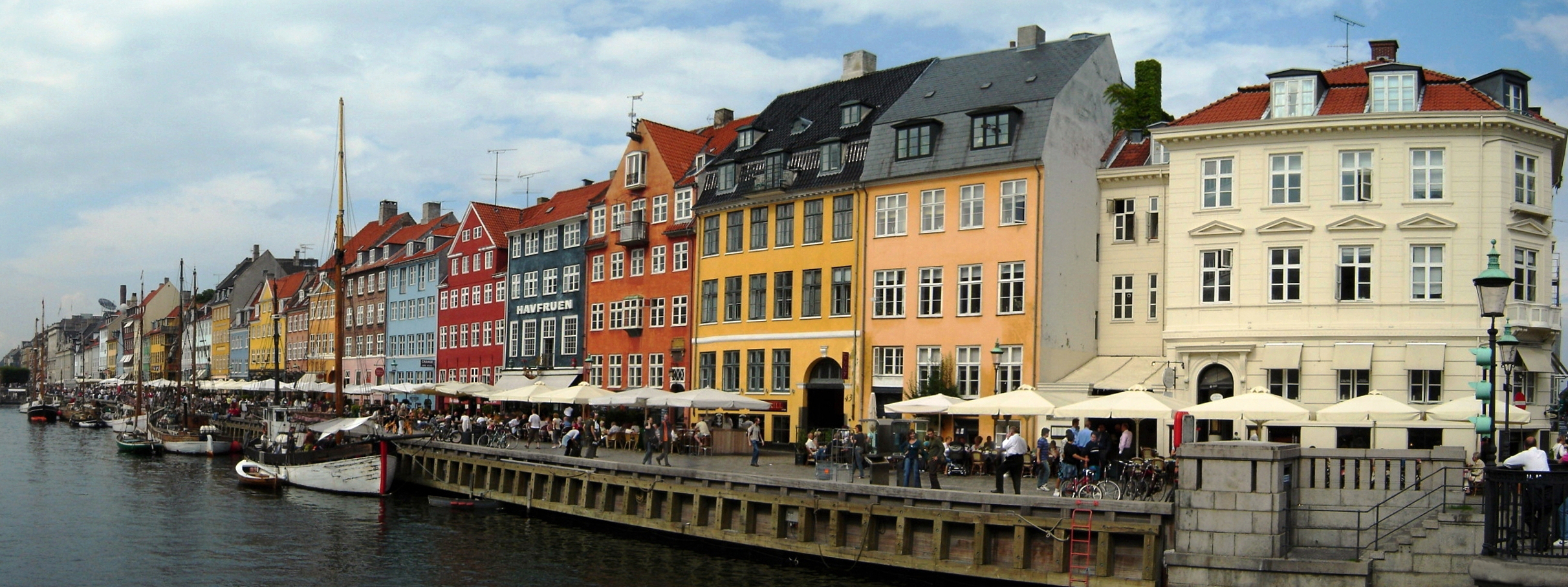
Vista de Nyhavn

Nyhavn (em português: Porto Novo), uma popular área na cidade de Copenhaga, Dinamarca, é um canal ao estilo neerlandês situado junto a Kongens Nytorv.

## História
O canal foi escavado por soldados entre 1671 e 1673 a mando do rei Cristiano V, para permitir o acesso dos barcos mercantes a Kongens Nytorv. Muitos e ricos mercadores instalaram-se então em seu redor, dando início à era de ouro de Nyhavn. Os dias de prosperidade chegariam ao fim no início do século XIX, quando os mercadores abandonaram a zona depois do bombardeamento da cidade por parte da marinha inglesa em 1807, durante as Guerras Napoleónicas.
Seguiu-se um período de decadência, em que a zona ganhou a reputação de ser um antro de prostitutas e marinheiros. Foi precisamente neste período que viveu em Nyhavn o seu mais ilustre morador, o famoso escritor dinamarquês Hans Christian Andersen. Andersen viveu em Nyhavn durante mais de vinte anos, e foi aqui que escreveu os seus primeiros contos em 1835.
Actualmente, quase todos os edifícios de Nyhavn foram transformados em bares, cafés e restaurantes, muitos dos quais se gabam orgulhosamente do seu passado como bordeis. A zona transformou-se numa das mais famosas e concorridas da cidade, e basta um pouco de sol para que as pessoas venham até à zona para passear, sentar-se na beira do paredão ou numa das dezenas de esplanadas a beber uma cerveja, ou dar um mergulho nas águas do canal.

## Pontos de Interesse

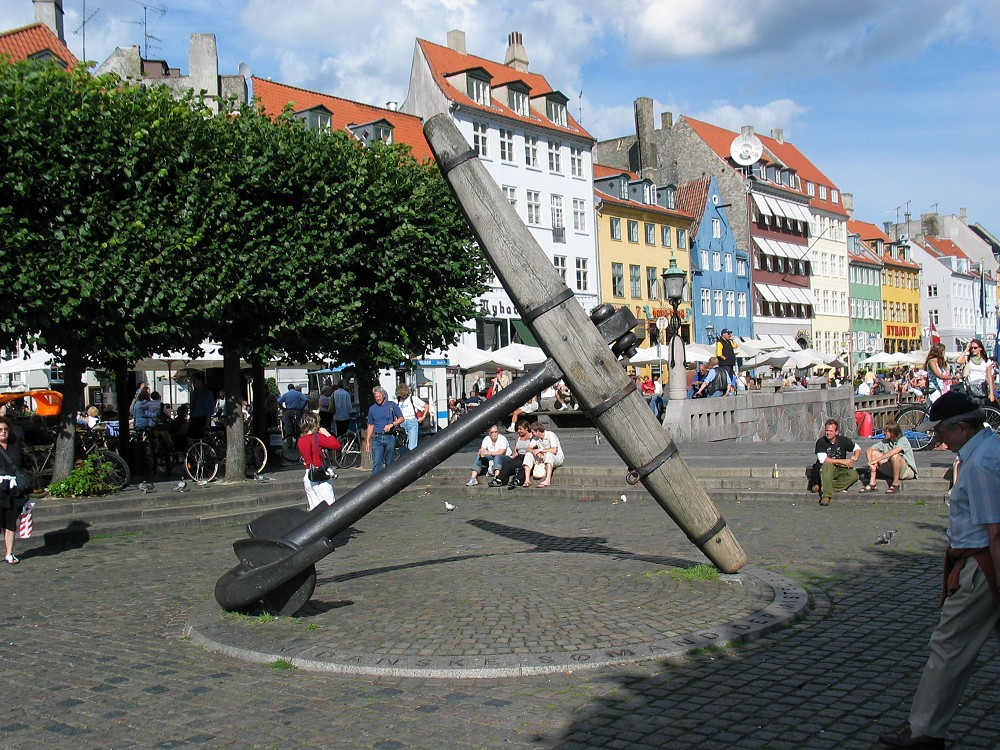
Memorial aos marinheiros dinamarqueses mortos durante a Segunda Guerra Mundial

No topo do canal, junto a Kongens Nytorv, está colocada uma enorme âncora em memória dos marinheiros dinamarqueses mortos durante a Segunda Guerra Mundial. Junto a esta, do lado Sul do canal, pode ser visto o Palácio de Charlottenborg, um palácio barroco do século XVII, que alberga a Real Academia de Belas Artes desde 1754.
Toda a rua está cheia de pequenos bares e restaurantes virados para o porto. A maioria dos edifícios ao longo do canal é bastante antiga e é, por si só, um ponto de interesse para quem visita Nyhavn. O edifício mais antigo da zona é o nº 9, datado de 1681. Adicionalmente, muitos navios pertencentes à colecção do Museu Nacional estão permanente ancorados aqui, o que transmite a toda esta zona um aspecto histórico muito característico.
Na outra ponta do canal situava-se o antigo terminal de ferries para a Suécia, agora desactivado devido à abertura da Ponte do Øresund, que liga Copenhaga à cidade sueca de Malmö.

## Galeria de imagens

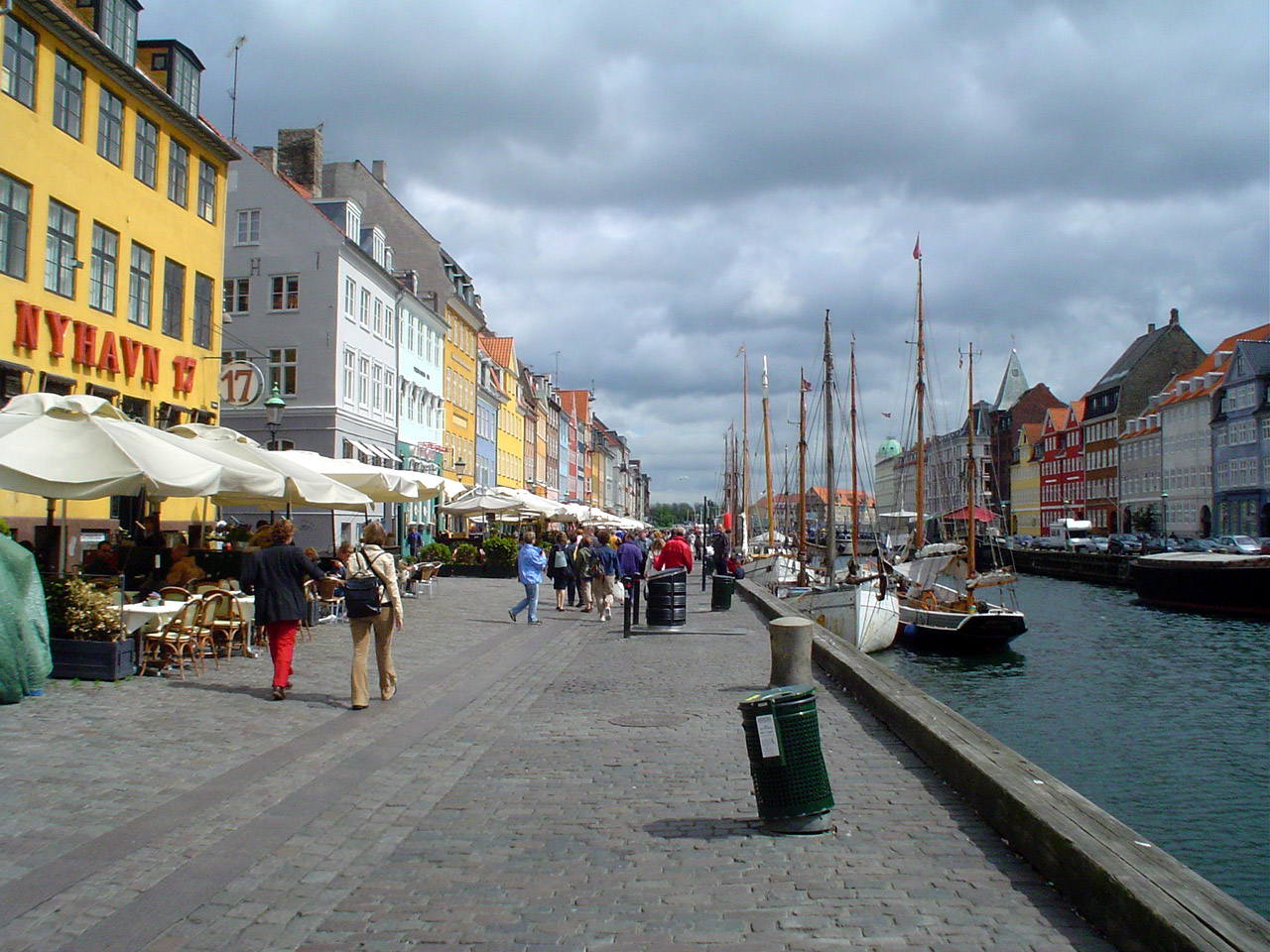
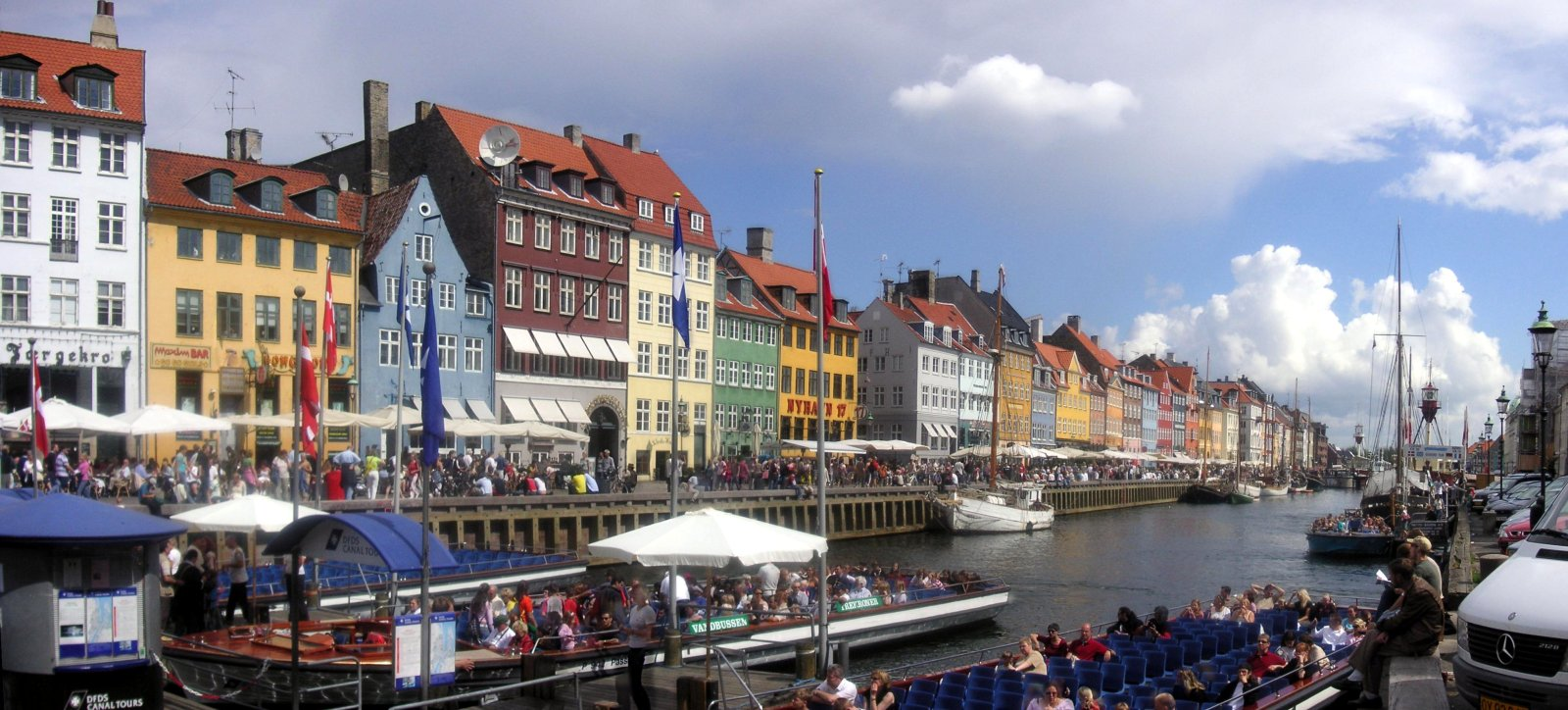
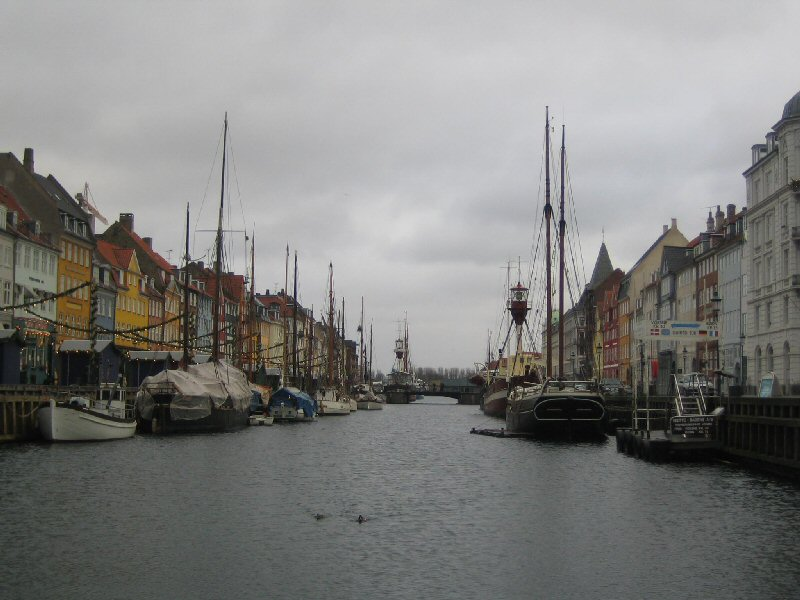
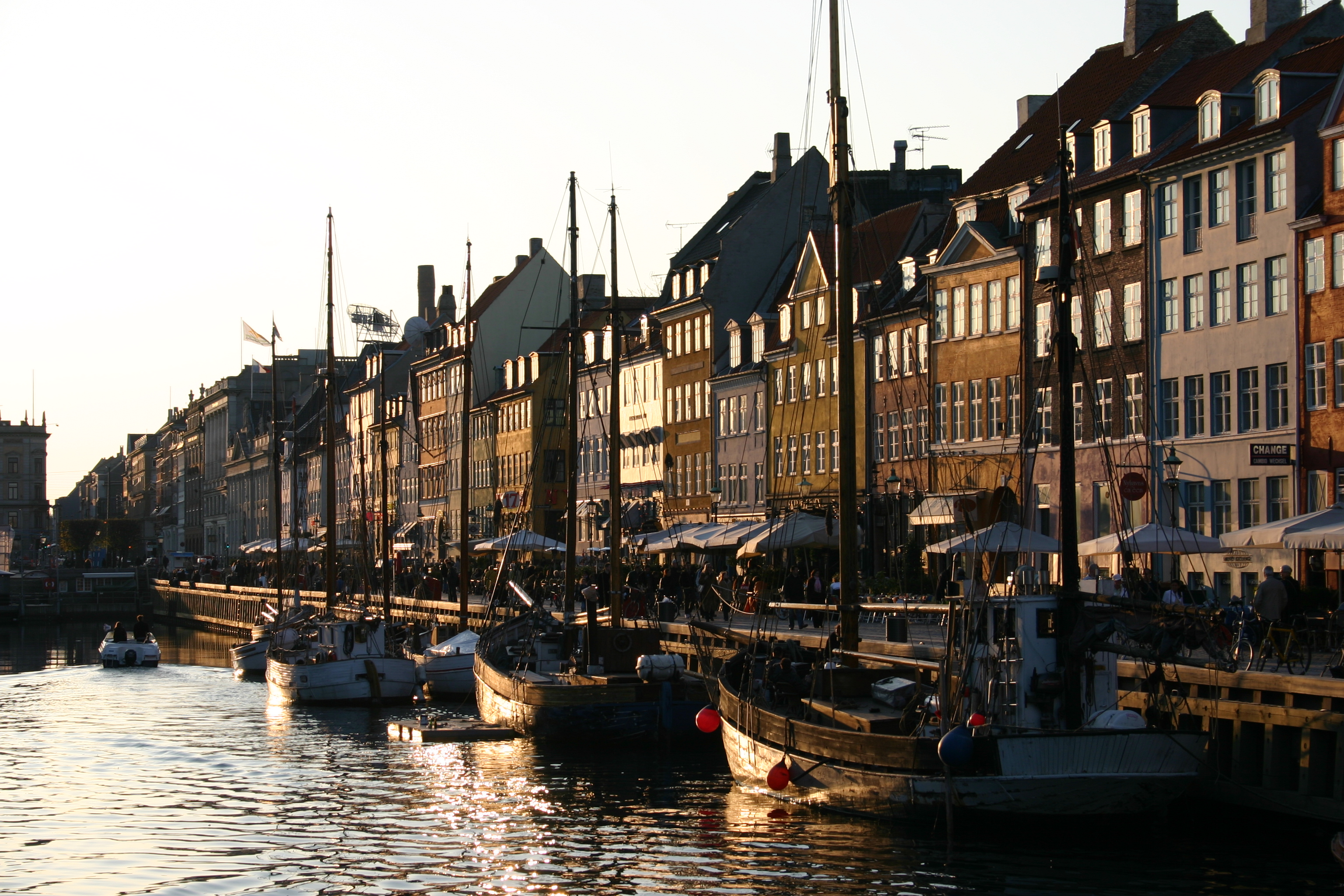